# Kazahsztán az 1998. évi téli olimpiai játékokon
Kazahsztán a japán Naganóban megrendezett 1998. évi téli olimpiai játékok egyik részt vevő nemzete volt. Az országot az olimpián 8 sportágban 60 sportoló képviselte, akik összesen 2 érmet szereztek.

## Érmesek
| Érem  | Versenyző          | Sportág        | Versenyszám               |
| ----- | ------------------ | -------------- | ------------------------- |
| Bronz | Ljudmila Prokasova | Gyorskorcsolya | Női 5000 m                |
| Bronz | Vlagyimir Szmirnov | Sífutás        | Férfi 15 km üldözőverseny |

## Alpesisí
Férfi
| Versenyző     | Versenyszám      | 1. futam | 1. futam | 2. futam      | 2. futam      | Összesítés | Összesítés |
| Versenyző     | Versenyszám      | Idő      | Hely.    | Idő           | Hely.         | Idő        | Helyezés   |
| ------------- | ---------------- | -------- | -------- | ------------- | ------------- | ---------- | ---------- |
| Dmitrij Kvacs | Óriás-műlesiklás | 1:29,95  | 43.      | nem ért célba | nem ért célba | kiesett    | kiesett    |

Női
| Versenyző      | Versenyszám            | Eredmény      | Helyezés      |
| -------------- | ---------------------- | ------------- | ------------- |
| Julija Krigina | Szuperóriás-műlesiklás | nem ért célba | nem ért célba |

## Biatlon
Férfi
| Versenyző                                                               | Versenyszám      | Lövőhiba    | Időeredmény | Helyezés |
| ----------------------------------------------------------------------- | ---------------- | ----------- | ----------- | -------- |
| Dmitrij Pantov                                                          | 10 km sprint     | 3 (2+1)     | 30:51,8     | 54.      |
| Dmitrij Pantov                                                          | 20 km egyéni     | 5 (1+2+0+2) | 1:03:10,5   | 49.      |
| Valerij Ivanov                                                          | 10 km sprint     | 5 (1+4)     | 29:58,8     | 31.      |
| Valerij Ivanov                                                          | 20 km egyéni     | 7 (3+2+0+2) | 1:03:55,9   | 52.      |
| Dmitrij Pozdnyakov                                                      | 10 km sprint     | 0 (0+0)     | 29:30,1     | 24.      |
| Dmitrij Pozdnyakov                                                      | 20 km egyéni     | 6 (0+1+4+1) | 1:05:22,9   | 59.      |
| Dmitrij Pantov Dmitrij Pozdnyakov Alekszandr Menyscsikov Valerij Ivanov | 4 × 7,5 km váltó | 1+14        | 1:27:56,0   | 16.      |

Női
| Versenyző                                                  | Versenyszám      | Lövőhiba    | Időeredmény | Helyezés |
| ---------------------------------------------------------- | ---------------- | ----------- | ----------- | -------- |
| Margarita Dulova                                           | 7,5 km sprint    | 1 (0+1)     | 24:21,7     | 18.      |
| Ljudmila Gurjeva                                           | 15 km egyéni     | 4 (1+0+2+1) | 58:42,8     | 23.      |
| Inna Seskil                                                | 7,5 km sprint    | 1 (0+1)     | 24:32,9     | 20.      |
| Inna Seskil                                                | 15 km egyéni     | 7 (2+2+2+1) | 1:03:27,7   | 54.      |
| Inna Seskil Margarita Dulova Jelena Dubok Ljudmila Gurjeva | 4 × 7,5 km váltó | 2+11        | 1:45:22,9   | 11.      |

## Gyorskorcsolya
Férfi
| Versenyző           | Versenyszám | 1. futam | 1. futam | 2. futam | 2. futam | Eredmény | Helyezés |
| Versenyző           | Versenyszám | Idő      | Hely.    | Idő      | Hely.    | Eredmény | Helyezés |
| ------------------- | ----------- | -------- | -------- | -------- | -------- | -------- | -------- |
| Ragyik Bikcsentajev | 1500 m      |          |          |          |          | 1:52,87  | 27.      |
| Ragyik Bikcsentajev | 5000 m      |          |          |          |          | 6:52,65  | 27.      |
| Szergej Kaznacsejev | 1500 m      |          |          |          |          | 1:55,22  | 41.      |
| Szergej Kaznacsejev | 5000 m      |          |          |          |          | 6:51,50  | 26.      |
| Vlagyimir Klepinyin | 500 m       | 37,22    | 36.      | 36,92    | 31.      | 74,14    | 32.      |
| Vlagyimir Klepinyin | 1000 m      |          |          |          |          | 1:14,38  | 37.      |
| Vagyim Saksakbajev  | 500 m       | 36,87    | 29.      | 36,57    | 23.      | 73,44    | 24.      |
| Szergej Cibenko     | 1000 m      |          |          |          |          | 1:12,40  | 17.*     |
| Szergej Cibenko     | 1500 m      |          |          |          |          | 1:52,03  | 19.      |

* - egy másik versenyzővel azonos eredményt ért el
Női
| Versenyző                        | Versenyszám | 1. futam | 1. futam | 2. futam | 2. futam | Eredmény | Helyezés |
| Versenyző                        | Versenyszám | Idő      | Hely.    | Idő      | Hely.    | Eredmény | Helyezés |
| -------------------------------- | ----------- | -------- | -------- | -------- | -------- | -------- | -------- |
| Ljudmila Prokasova               | 1500 m      |          |          |          |          | 2:01,65  | 11.      |
| Ljudmila Prokasova               | 3000 m      |          |          |          |          | 4:14,23  | 7.       |
| Ljudmila Prokasova               | 5000 m      |          |          |          |          | 7:11,14  |          |
| Kenzses Szarszekenova-Orinbajeva | 3000 m      |          |          |          |          | 4:42,07  | 31.      |

## Jégkorong

### Férfi
| 1  | Alekszandr Simin      | K |
| 30 | Vitalij Jeremejev     | K |
| 3  | Igor Zemljanoj        | V |
| 4  | Vitalij Tregubov      | V |
| 5  | Andrej Troscsinszkij  | V |
| 7  | Igor Nyikityin        | V |
| 8  | Andrej Szokolov       | V |
| 9  | Vlagyimir Antyipin    | V |
| 26 | Andrej Szavenkov      | V |
| 28 | Vagyim Glovackij      | V |
| 10 | Oleg Krjazsev         | T |
| 11 | Pavel Kamencev        | T |
| 15 | Igor Dorohin          | T |
| 17 | Alekszandr Koreskov   | T |
| 18 | Dmitrij Dudarjev      | T |
| 19 | Jevgenyij Koreskov    | T |
| 21 | Andrej Pcseljakov     | T |
| 23 | Vlagyimir Zavjalov    | T |
| 24 | Pjotr Gyevjatkin      | T |
| 25 | Erlan Szagimbajev     | T |
| 27 | Mihail Borodulin      | T |
| 29 | Konsztantyin Safranov | T |

- Posztok rövidítései: K – Kapus, V – Védő, T – Támadó

#### Eredmények
Selejtező
A csoport
| Csapat      | M | Gy | D | V | G+ | G– | Gk | P |
| ----------- | - | -- | - | - | -- | -- | -- | - |
| Kazahsztán  | 3 | 2  | 1 | 0 | 14 | 11 | +3 | 5 |
| Szlovákia   | 3 | 1  | 1 | 1 | 9  | 9  | 0  | 3 |
| Olaszország | 3 | 1  | 0 | 2 | 11 | 11 | 0  | 2 |
| Ausztria    | 3 | 0  | 2 | 1 | 9  | 12 | –3 | 2 |

| 1998. február 7. | Kazahsztán (KAZ) | 5 – 3 (1–3, 1–0, 3–0) | Olaszország | The Big Hat/ Aqua Wing Arena, Nagano Nézőszám: 8634 |

|  |  |  |  |  |
|  |  |  |  |  |
|  |  |  |  |  |
|  |  |  |  |  |

| 1998. február 8. | Ausztria (AUT) | 5 – 5 (2–2, 2–1, 1–2) | Kazahsztán | The Big Hat/ Aqua Wing Arena, Nagano Nézőszám: 9410 |

|  |  |  |  |  |
|  |  |  |  |  |
|  |  |  |  |  |
|  |  |  |  |  |

| 1998. február 10. | Szlovákia (SVK) | 3 – 4 (1–1, 1–0, 1–3) | Kazahsztán | The Big Hat/ Aqua Wing Arena, Nagano Nézőszám: 3659 |

|  |  |  |  |  |
|  |  |  |  |  |
|  |  |  |  |  |
|  |  |  |  |  |

Csoportkör
D csoport
| Csapat      | M | Gy | D | V | G+ | G– | Gk  | P |
| ----------- | - | -- | - | - | -- | -- | --- | - |
| Oroszország | 3 | 3  | 0 | 0 | 15 | 6  | +9  | 6 |
| Csehország  | 3 | 2  | 0 | 1 | 12 | 4  | +8  | 4 |
| Finnország  | 3 | 1  | 0 | 2 | 11 | 9  | +2  | 2 |
| Kazahsztán  | 3 | 0  | 0 | 3 | 6  | 25 | –19 | 0 |

| 1998. február 13. | Oroszország (RUS) | 9 – 2 (2–1, 5–0, 2–1) | Kazahsztán | The Big Hat/ Aqua Wing Arena, Nagano Nézőszám: 3752 |

|  |  |  |  |  |
|  |  |  |  |  |
|  |  |  |  |  |
|  |  |  |  |  |

| 1998. február 15. | Csehország (CZE) | 8 – 2 (0–1, 2–3, 0–4) | Kazahsztán | The Big Hat/ Aqua Wing Arena, Nagano Nézőszám: 9975 |

|  |  |  |  |  |
|  |  |  |  |  |
|  |  |  |  |  |
|  |  |  |  |  |

| 1998. február 16. | Finnország (FIN) | 8 – 2 (1–3, 0–1, 1–4) | Kazahsztán | The Big Hat/ Aqua Wing Arena, Nagano Nézőszám: 5544 |

|  |  |  |  |  |
|  |  |  |  |  |
|  |  |  |  |  |
|  |  |  |  |  |

Negyeddöntő
| 1998. február 18. | Kanada (CAN) | 4 – 1 (2–1, 2–0, 0–0) | Kazahsztán | The Big Hat/ Aqua Wing Arena, Nagano Nézőszám: 9602 |

|  |  |  |  |  |
|  |  |  |  |  |
|  |  |  |  |  |
|  |  |  |  |  |

| Csapat     | Helyezés |
| ---------- | -------- |
| Kazahsztán | 8.       |

## Műkorcsolya
| Versenyző                      | Versenyszám  | Rövid program     | Rövid program | Rövid program | Kűr               | Kűr     | Kűr         | Összesítés         | Összesítés |
| Versenyző                      | Versenyszám  | Több. hely. száma | Hely.         | Hely. pont.   | Több. hely. száma | Hely.   | Hely. pont. | Helyezési pontszám | Helyezés   |
| ------------------------------ | ------------ | ----------------- | ------------- | ------------- | ----------------- | ------- | ----------- | ------------------ | ---------- |
| Jurij Litvinov                 | Férfi egyéni | 7×28+             | 28.           | 14,0          | kiesett           | kiesett | kiesett     | kiesett            | kiesett    |
| Marina Halturina Andrej Krukov | Páros        | 8×16+             | 16.           | 8,0           | 9×14+             | 14.     | 14,0        | 22,0               | 14.        |

| Versenyző                                    | Versenyszám | Kötelező tánc 1   | Kötelező tánc 1 | Kötelező tánc 1 | Kötelező tánc 2   | Kötelező tánc 2 | Kötelező tánc 2 | Eredeti (original) tánc | Eredeti (original) tánc | Eredeti (original) tánc | Kűr               | Kűr   | Kűr         | Összesítés         | Összesítés |
| Versenyző                                    | Versenyszám | Több. hely. száma | Hely.           | Hely. pont.     | Több. hely. száma | Hely.           | Hely. pont.     | Több. hely. száma       | Hely.                   | Hely. pont.             | Több. hely. száma | Hely. | Hely. pont. | Helyezési pontszám | Helyezés   |
| -------------------------------------------- | ----------- | ----------------- | --------------- | --------------- | ----------------- | --------------- | --------------- | ----------------------- | ----------------------- | ----------------------- | ----------------- | ----- | ----------- | ------------------ | ---------- |
| Jelizaveta Sztyekolnyikova Dmitrij Kazarliga | Jégtánc     | 5×22+             | 23.             | 4,6             | 6×22+             | 22.             | 4,4             | 5×22+                   | 22.                     | 13,2                    | 9×22+             | 22.   | 22,0        | 44,2               | 22.        |

## Síakrobatika
Mogul
| Versenyző          | Versenyszám | Selejtező     | Selejtező     | Döntő   | Döntő    |
| Versenyző          | Versenyszám | Pont          | Helyezés      | Pont    | Helyezés |
| ------------------ | ----------- | ------------- | ------------- | ------- | -------- |
| Alekszej Bannyikov | Férfi       | 20,18         | 26.           | kiesett | kiesett  |
| Irina Kormiseva    | Női         | nem ért célba | nem ért célba | kiesett | kiesett  |

## Sífutás
Férfi
| Versenyző                                                            | Versenyszám         | Eredmény  | Helyezés |
| -------------------------------------------------------------------- | ------------------- | --------- | -------- |
| Vlagyimir Borcov                                                     | 30 km               | 1:45:12,8 | 50.      |
| Vlagyimir Borcov                                                     | 50 km               | 2:20:39,3 | 45.      |
| Vitalij Lilicsenko                                                   | 10 km               | 32:54,5   | 80.      |
| Vitalij Lilicsenko                                                   | 15 km üldözőverseny | 48:58,1   | 59.      |
| Vitalij Lilicsenko                                                   | 50 km               | 2:25:58,0 | 55.      |
| Andrej Nyevzorov                                                     | 10 km               | 31:30,4   | 68.      |
| Andrej Nyevzorov                                                     | 15 km üldözőverseny | 45:30,7   | 48.      |
| Andrej Nyevzorov                                                     | 30 km               | 1:42:48,8 | 41.      |
| Andrej Nyevzorov                                                     | 50 km               | 2:15:14,7 | 23.      |
| Pavel Rjabinyin                                                      | 10 km               | 30:37,0   | 50.      |
| Pavel Rjabinyin                                                      | 15 km üldözőverseny | 44:41,7   | 36.      |
| Pavel Rjabinyin                                                      | 30 km               | 1:39:31,6 | 13.      |
| Vlagyimir Szmirnov                                                   | 10 km               | 27:45,1   | 4.       |
| Vlagyimir Szmirnov                                                   | 15 km üldözőverseny | 40:07,5   |          |
| Vlagyimir Szmirnov                                                   | 30 km               | 1:38:59,1 | 12.      |
| Vlagyimir Szmirnov                                                   | 50 km               | 2:07:26,4 | 8.       |
| Pavel Rjabinyin Vlagyimir Borcov Andrej Nyevzorov Vitalij Lilicsenko | 4 × 10 km váltó     | 1:46:12,9 | 16.      |

Női
| Versenyző                                                                     | Versenyszám         | Eredmény  | Helyezés |
| ----------------------------------------------------------------------------- | ------------------- | --------- | -------- |
| Szvetlana Desevih                                                             | 5 km                | 19:25,3   | 44.      |
| Szvetlana Desevih                                                             | 10 km üldözőverseny | 32:20,2   | 38.      |
| Szvetlana Desevih                                                             | 15 km               | 50:28,0   | 20.      |
| Szvetlana Desevih                                                             | 30 km               | 1:29:48,1 | 21.      |
| Okszana Jackaja                                                               | 5 km                | 18:57,3   | 27.      |
| Okszana Jackaja                                                               | 10 km üldözőverseny | 32:20,5   | 39.      |
| Okszana Jackaja                                                               | 15 km               | 51:39,7   | 32.      |
| Okszana Jackaja                                                               | 30 km               | 1:33:23,4 | 40.      |
| Olga Szeleznyova                                                              | 5 km                | 20:27,7   | 66.      |
| Olga Szeleznyova                                                              | 10 km üldözőverseny | 36:00,6   | 63.      |
| Olga Szeleznyova                                                              | 30 km               | 1:36:30,6 | 52.      |
| Szvetlana Siskina-Malahova                                                    | 5 km                | 19:10,7   | 35.      |
| Szvetlana Siskina-Malahova                                                    | 10 km üldözőverseny | 32:39,4   | 42.      |
| Szvetlana Siskina-Malahova                                                    | 15 km               | 53:13,7   | 49.      |
| Szvetlana Siskina-Malahova                                                    | 30 km               | 1:31:39,7 | 30.      |
| Jelena Antonova                                                               | 15 km               | 55:34,0   | 57.      |
| Szvetlana Desevih Okszana Jackaja Szvetlana Siskina-Malahova Olga Szeleznyova | 4 × 5 km váltó      | 59:11,3   | 12.      |

## Síugrás
| Versenyző                                                               | Versenyszám | 1. ugrás | 1. ugrás | 2. ugrás | 2. ugrás | Összesítés | Összesítés |
| Versenyző                                                               | Versenyszám | Pont     | Hely.    | Pont     | Hely.    | Pont       | Helyezés   |
| ----------------------------------------------------------------------- | ----------- | -------- | -------- | -------- | -------- | ---------- | ---------- |
| Dmitrij Csvikov                                                         | Normálsánc  | 93,5     | 25.      | 83,5     | 30.      | 177,0      | 30.        |
| Dmitrij Csvikov                                                         | Nagysánc    | 76,2     | 49.      | kiesett  | kiesett  | kiesett    | kiesett    |
| Sztanyiszlav Filimonov                                                  | Normálsánc  | 85,0     | 32.**    | kiesett  | kiesett  | kiesett    | kiesett    |
| Sztanyiszlav Filimonov                                                  | Nagysánc    | 98,3     | 27.*     | 108,3    | 21.      | 206,6      | 25.        |
| Pavel Gajduk                                                            | Normálsánc  | 76,5     | 48.      | kiesett  | kiesett  | kiesett    | kiesett    |
| Pavel Gajduk                                                            | Nagysánc    | 87,1     | 42.      | kiesett  | kiesett  | kiesett    | kiesett    |
| Alekszandr Kolmakov                                                     | Normálsánc  | 63,0     | 58.      | kiesett  | kiesett  | kiesett    | kiesett    |
| Alekszandr Kolmakov                                                     | Nagysánc    | 80,7     | 46.      | kiesett  | kiesett  | kiesett    | kiesett    |
| Pavel Gajduk Alekszandr Kolmakov Dmitrij Csvikov Sztanyiszlav Filimonov | Csapat      | 231,2    | 11.      | 370,8    | 9.       | 602,0      | 11.        |

* - egy másik versenyzővel azonos eredményt ért el

** - két másik versenyzővel azonos eredményt ért el